# Halobacteria
La classe Halobacteria comprende generi di Archaea tra loro geneticamente simili (similitudine calcolata dai risultati del sequenziamento del loro rRNA 16S), e tutti caratterizzati da un habitat ad altissima concentrazione salina: sono stati isolati da luoghi come il Mar Morto o il Gran Lago Salato nell'Utah. Il genere più studiato è Halobacterium.

## Fisiologia
La concentrazione salina ottimale va dal 9% al 23%, ma sono tutti in grado di crescere in una soluzione anche al 32%, che è il limite di saturazione dell'acqua. Compensano la pressione osmotica del sale accumulando nel citoplasma soluti compatibili con la vita (alte concentrazioni di ioni sodio Na+ sono tossiche); ad esempio Halobacterium accumula ioni potassio K+, richiesti anche l'attivazione delle sue proteine. Le loro membrane cellulari sono poco permeabili all'acqua per compensare la disidratazione, e le loro proteine contengono pochi aminoacidi idrofobici (altrimenti, nell'ambiente altamente polare degli Halobacteria, tenderebbero ad aggregarsi tra loro invece di rimanere in soluzione, smettendo di funzionare).
Alcuni, come Natronobacterium (isolato nei Soda Lakes), sono alcalofili estremi.
Sono tutti aerobi obbligati, eterotrofi nella maggior parte, eccetto Halobacterium salinarum che ha un meccanismo molto simile alla fototrofia (usa la luce per produrre energia): in condizioni di scarsa ossigenazione sviluppa grandi quantità di batteriorodopsina, una proteina viola che, attraverso il retinale, converte la luce solare nell'energia necessaria a spostare ioni H+ da una parte all'altra della membrana cellulare, generando un gradiente protonico che viene utilizzato dalla ATPasi per produrre ATP.